# Kłobuck
Kłobuck è un comune urbano-rurale polacco del distretto di Kłobuck, nel voivodato della Slesia.
Ricopre una superficie di 130,4 km² e nel 2008 contava 20 402 abitanti.

## Società

### Evoluzione demografica
Dati aggiornati al 31 dicembre 2008
| Descrizione       | Totale  | Totale | Femmine | Femmine | Maschi  | Maschi |
| ----------------- | ------- | ------ | ------- | ------- | ------- | ------ |
| unità             | persone | %      | persone | %       | persone | %      |
| popolazione       | 20 402  | 100    | 10 510  | 51,51   | 9892    | 48,49  |
| densità (ab./km²) | 156,45  | 156,45 | 80,59   | 80,59   | 75,85   | 75,85  |